# Eurytion transvaalicus
Eurytion transvaalicus är en mångfotingart som beskrevs av Lawrence 1966. Eurytion transvaalicus ingår i släktet Eurytion och familjen storjordkrypare. Inga underarter finns listade i Catalogue of Life.